# Helvecios
Los helvecios (Helvetii en latín) eran una confederación de tribus celtas, que vivían en la zona comprendida entre el alto Rin, el Jura suizo, el lago de Ginebra y los Alpes. A fines del siglo II a. C. dominaban el territorio que se extendía desde el alto Rin y la Selva Negra hasta el Meno. Julio César describió su confrontación con los helvecios en su obra: De Bello Gallico.
Al estar bajo presión de las tribus germanas en su tierra natal, los helvecios cruzaron la Galia y buscaron una nueva patria al norte del río Garona, con la tribu entera bajo el mando de Orgétorix. Julio César fue llamado por los habitantes de la provincia romana de la Galia Narbonense para que los defendiera de los helvecios.
Julio César entonces mandó seis legiones que comprendían casi 29 000 hombres. Los helvecios, de acuerdo con Julio César, tenían cerca de 370 000 personas (incluyendo mujeres y niños), pero solo 110 000 hombres capaces de luchar. Julio César rápidamente reclutó dos legiones más descansadas.
Cuando la tribu inició su marcha, Orgétorix había muerto. Antes de la partida, los helvecios quemaron sus villas y destruyeron las plantaciones y otras mercancías que no podían llevar, para forzarse a no retroceder.
Atraídos por una posición desvantajosa con los romanos ocupando el terreno elevado próximo a Bibracte, los helvecios fueron atacados por las fuerzas superiores romanas, que consiguieron matar aproximadamente un 60 % de la tribu y capturar a otro 20 % como esclavos. Lo que quedó de los helvecios fue empujado de vuelta a sus antiguas tierras de Helvecia.
En el 52 a. C., 10 000 helvecios se unieron a las fuerzas de Vercingétorix en su tentativa de liberar la Galia de los romanos.